# Zanthoxylum deremense
Zanthoxylum deremense es una especie de arbusto perteneciente a la familia de las rutáceas. Es nativa de Malaui y Tanzania. 

## Descripción
Es un árbol de hoja caduca que alcanza un tamaño de 8-12 m de altura, a veces como arbusto, con el tronco espinoso, y un diámetro de 25 cm en la base, las ramas son glabras, con espinas rojizo marrón cónicas de 2-4 mm de largo, las hojas de 15-56 cm de largo, y con el raquis a veces con espinas dorsales en la parte inferior.

## Distribución y hábitat
Se encuentra la selva tropical de montaña en el sotobosque y en parcelas abiertas, a una altitud de 800-1900 m. Es muy parecida a Zanthoxylum delagoense, pero diferentes foliolos.

## Taxonomía
Zanthoxylum deremense fue descrita por (Engl.) Kokwaro y publicado en Kew Bulletin 32: 798, en el año 1978.
Sinonimia
- Fagara deremensis Engl. basónimo[3]
- Fagara braunii Engl.[4]